# ジョージア沿岸警備隊
ジョージア沿岸警備隊（ジョージアえんがんけいびたい、グルジア語: საქართველოს სანაპირო დაცვა、グルジア語ラテン翻字: Sakartvelos Sanapiro Datsva）は、ジョージアの内務省が管轄するジョージア国境警察に属する海事組織。ジョージアの海岸線全体310キロメートルと、ジョージアの領海の海上保護活動を担う。沿岸警備隊の主たる任務は、領海管理、海洋汚染保護、海事法執行、港湾保安、海上防衛である。かつては海軍が存在していたが、南オセチア紛争で壊滅し、2009年に沿岸警備隊に吸収された。
本部および主要基地は黒海沿岸のポティに置かれている。次いで2番目の規模でアジャリアのバトゥミにも基地がある。沿岸警備隊には対テロ専門の特殊部隊もあり、ポティを拠点としている。また海上監視レーダー基地がアナクリア、ポティ、スプサ、チャクヴィ、ゴニオに設置されており、領海すべてをカバーしている。

## 歴史

### 前史
ジョージアは黒海沿岸に位置し、海上貿易と深いかかわりがあったにもかかわらず、規模のある艦隊を保有したことはなかった。近代的な海軍組織を建設する最初の試みは1918年のグルジア民主共和国独立から始まった。当時の海軍組織は、旗艦と数隻の帆船、そしてロシア内戦中にロシアの所有者から徴発した数隻のタグボートで構成された。しかしながら1921年、赤軍の侵略によりグルジア民主共和国は崩壊し、ジョージアはソビエト連邦の一部となった。その後、1990年までジョージアの沿岸水域は、ソビエト連邦の黒海艦隊のうち、ポティに拠点を置く第184沿岸警備旅団が管理統制していた。また小規模な基地がオチャムチレ、バトゥミ、アナクリア、スフミに置かれていた。ソビエト連邦の崩壊後、ポティの旅団は1992年までにジョージアから完全撤退し、6隻の船だけが置き残された。しかしながらロシア国境警備隊による警備はそのまま続き、1998年までジョージアの海岸線を巡回し続けた。

### 沿岸警備隊の創設と発展
今日のジョージア沿岸警備隊の創設は、1998年に始まった。ジョージア国境法が1998年に可決すると、大統領府の直下に置かれていたジョージア国境防衛局の内部部局として、沿岸警備隊の設置が決定した。また同時に、第1旅団がポティに、第2旅団がバトゥミに設置された。指揮構造により、これらの舞台は国境警備の軍事的存在となった。なお明確な海事経験はなく、補助的なものに留まった。
1998年7月16日、ジョージア国境防衛局の第1海上師団が、ジョージアの海上国境の巡回警備を開始した。船舶はウクライナとトルコから寄付されたものが使用され、堪航性はまちまちであった。この日にちなんで、毎年7月16日は「ジョージア沿岸警備の日」として祝われている。
ジョージア沿岸警備隊は発足直後から、アメリカ沿岸警備隊の協力を得てアメリカ税関局が管理する「ジョージア国境安全および法律強化援助プログラム」の支援を受け、沿岸警備隊の発展が進められた。1997年からはジョージアの海事職員はアメリカの技官訓練施設や士官訓練施設での教育プログラムに参加し始めた。
1998年、アメリカ沿岸警備隊は長期訓練チームをジョージアに派遣し、ポティを拠点として活動を開始した。長期訓練チームは5年間にわたってジョージア沿岸警備隊の訓練・教育を行い、インフラ設備のメンテナンス等を指導した。またシー・アーク40フィート型の哨戒艇2隻とポイント級カッター2隻がジョージアに移送された。ポイント級カッターのうちポイント・カウンテスは2000年に到着し、ツォトネ・ダディアニ (P210) と改名された。もう1隻のポイント・ベイカーは2002年に到着し、ジェネラリ・マズニアシヴィリ (P211) となった。これら2隻のポイント級カッターは、ジョージア沿岸警備隊の艦隊の主力となった。そしてジョージアが新たな艦艇の建造技術を手に入れるまでの技術の橋渡し役となり、ジョージアはその後2007年と2008年に新しい艦艇を建造した。
アメリカによるインフラ支援プロジェクトとしては、第一弾として、1999年にスプサの石油パイプライン終点に監視レーダーステーションが完成した。2002年には2基目の沿岸レーダーがポティで稼働を開始した。これにより南部地域をスプサとポティの2カ所でオーバーラップすることで、アブハジア地域からアジャリア地域までの領海の監視が可能となった。
ただし内部的には、海上師団は資金不足で見通しが立たない状況であり、単に国境警備隊という組織の中の一部門の役割に挑んでいるに過ぎなかった。2002年、この状況を打破するために、アメリカをモデルとする改革プロセスが開始された。この改革プロセスは、海上の国境を管理する義務の重要戦を認識させ、能力を向上させることにより、沿岸警備隊に対する職業上の処遇の平等性を確立し、組織の効率を高めることを目的とした。そしてジョージアのラマジ・パピゼ少佐が中心となり、「ジョージア国境安全および法律強化援助プログラム」の海事顧問の支援のもと、アメリカの組織モデルを規範とした機能的な沿岸警備隊の組織づくりを進めた。脅威、任務、戦術、現在および将来の資源に基づいて計画を策定し、パピゼは沿岸警備隊の部門内において、ジョージア国境防衛局と同等の組織構造を作り出した。すなわち、管理部門が資源を管理し、任務にかかる十分な独立した予算を持ち、そして任務の遂行に対して自立した責任を担う構造である。革新的で将来を見据えたこの提案には、ジョージアの法律、文化、伝統の必要性が内包されており、明瞭なジョージアの組織モデルとなった。そして2003年4月、ジョージア国境防衛局の内部に、沿岸警備隊の本部が設置された。これは、それまでのジョージアの軍事組織における最も大きな改革であり、沿岸警備隊のプロフェッショナル化と、任務の成功を高めることにつながった。本部設置後、間もなくダヴィト・グルア少将がジョージア沿岸警備隊の初代本部長に任命され、同時にジョージア国境防衛局の副局長としての職務も継続した。
2005年、ジョージア国境防衛局は、沿岸警備隊の地位と機能の大幅な増加により、ジョージア内務省の下部機関となった。2006年12月、内務省ジョージア国境防衛局は法執行機関となり、ジョージア国境警察となった。これに伴い、関連する変更が沿岸警備隊でも行われた。

### ジョージア海軍の編入
2008年、南オセチア紛争におけるジョージア海軍とロシア海軍との戦闘により、ジョージア海軍が壊滅状態となった。わずかに残った海軍の部隊は2009年にジョージア沿岸警備隊に編入され、ジョージア内務省の管轄となった。

## 階級
| NATO階級符号    | 階級章 | 日本語           |
| --------------- | ------ | ---------------- |
| OF-10           | -      | 相当する階級なし |
| OF-9            |        | 大将             |
| OF-8            |        | 中将             |
| OF-7            |        | 少将             |
| OF-6            |        | 准将             |
| OF-5            |        | 大佐             |
| OF-4            |        | 中佐             |
| OF-3            |        | 少佐             |
| OF-2            |        | 大尉             |
| OF-1            |        | 中尉             |
| OF-1            |        | 少尉             |
| OF(D)           | -      | 相当する階級なし |
| Student Officer | -      | 相当する階級なし |

## 関連資料
- Army & Society in Georgia (1998). Slavic & East European Collections at UC Berkeley. Accessed on August 13, 1992.